# El Aïoun Sidi Mellouk
El Aïoun Sidi Mellouk (arabiska: العيون سيدي ملوك) är en stad i Marocko. Den ligger i provinsen Taourirt och regionen Oriental, 400 km öster om huvudstaden Rabat. Antalet invånare var 41 832 vid folkräkningen 2014.